# Сексе-ле-Буа
Сексе́-ле-Буа́ (фр. Sexey-les-Bois) — коммуна во французском департаменте Мёрт и Мозель региона Лотарингия. Относится к  кантону Туль-Нор.	

## География
Сексе-ле-Буа расположен в 50 км к югу от Меца и в 13 км к западу от Нанси между Нанси и Тулем. Соседние коммуны: Ливерден на севере, Велен-ан-Э на юге, Гондревиль на юго-западе, Фонтенуа-сюр-Мозель на западе, Вилле-Сент-Этьен и Энжере на северо-западе.

## История
- На территории коммуны находятся следы галло-романского периода.
- Коммуна сильно пострадала во время Второй мировой войны.

## Демография
Население коммуны на 2010 год составляло 366 человек.
| 1962 | 1968 | 1975 | 1982 | 1990 | 1999 | 2010 |
| ---- | ---- | ---- | ---- | ---- | ---- | ---- |
| 275  | 261  | 246  | 266  | 291  | 316  | 366  |